# Qiandaohu (ort i Kina, Zhejiang Sheng, lat 29,61, long 119,04)
Qiandaohu är en ort i Kina. Den ligger i provinsen Zhejiang, i den östra delen av landet, omkring 130 kilometer sydväst om provinshuvudstaden Hangzhou. Antalet invånare är 103 396. Befolkningen består av 50 665 kvinnor och 52 731 män. Barn under 15 år utgör 13,0 %, vuxna 15-64 år 79 %, och äldre över 65 år 7,0 %.
Runt Qiandaohu är det ganska tätbefolkat, med 75 invånare per kvadratkilometer. Qiandaohu är det största samhället i trakten. I omgivningarna runt Qiandaohu växer i huvudsak blandskog.
Genomsnittlig årsnederbörd är 2 236 millimeter. Den regnigaste månaden är juni, med i genomsnitt 456 mm nederbörd, och den torraste är januari, med 80 mm nederbörd.